# C. B. 시벌스키
체스터 B. 시벌스키(영어: C. B. Cebulski, 1967년 8월 18일 ~ )는 미국의 만화가, 만화 편집자로, 마블 코믹스의 편집자 자리에 있다. 2011년 이래 수석부사장(Senior Vice President)의 직책을 맡고 있다. 본인이 직접 쓴 만화 작품으로는 《마블 동화》 시리즈가 있다.